# Pusta Szczerbina
Pusta Szczerbina (słow. Pustá štrbina, ok. 2045 m) – przełęcz w Pustej Grani w słowackich Tatrach Wysokich. Znajduje się pomiędzy Zadnią Pustą Turnią i Skrajną Pustą Turnią. Na obydwie strony jej stoki opadają do Doliny Ciężkiej. Na zachodnią stronę z przełęczy skośnie opada szeroki i trawiasty zachód, uchodzący w dole na skraju pokrytego piargami tarasu pod ścianą Galerii Gankowej. Na przeciwną, południowo-wschodnią stronę opada żleb przechodzący w komin. Ma charakterystyczną ciemnobrązową barwę.

## Taternictwo
Pierwsze przejścieZbigniew Abgarowicz, Ryszard W. Schramm 23 sierpnia 1947 r. (droga nr 3)
Drogi wspinaczkowe
1. Zachodnim zboczem; 0 w skali tatrzańskiej
2. Przez północno-wschodnią ścianę Skrajnej Pustej Turni; II, miejsce IV
3. Północno-wschodnim żlebem; V, kruszyzna[2].

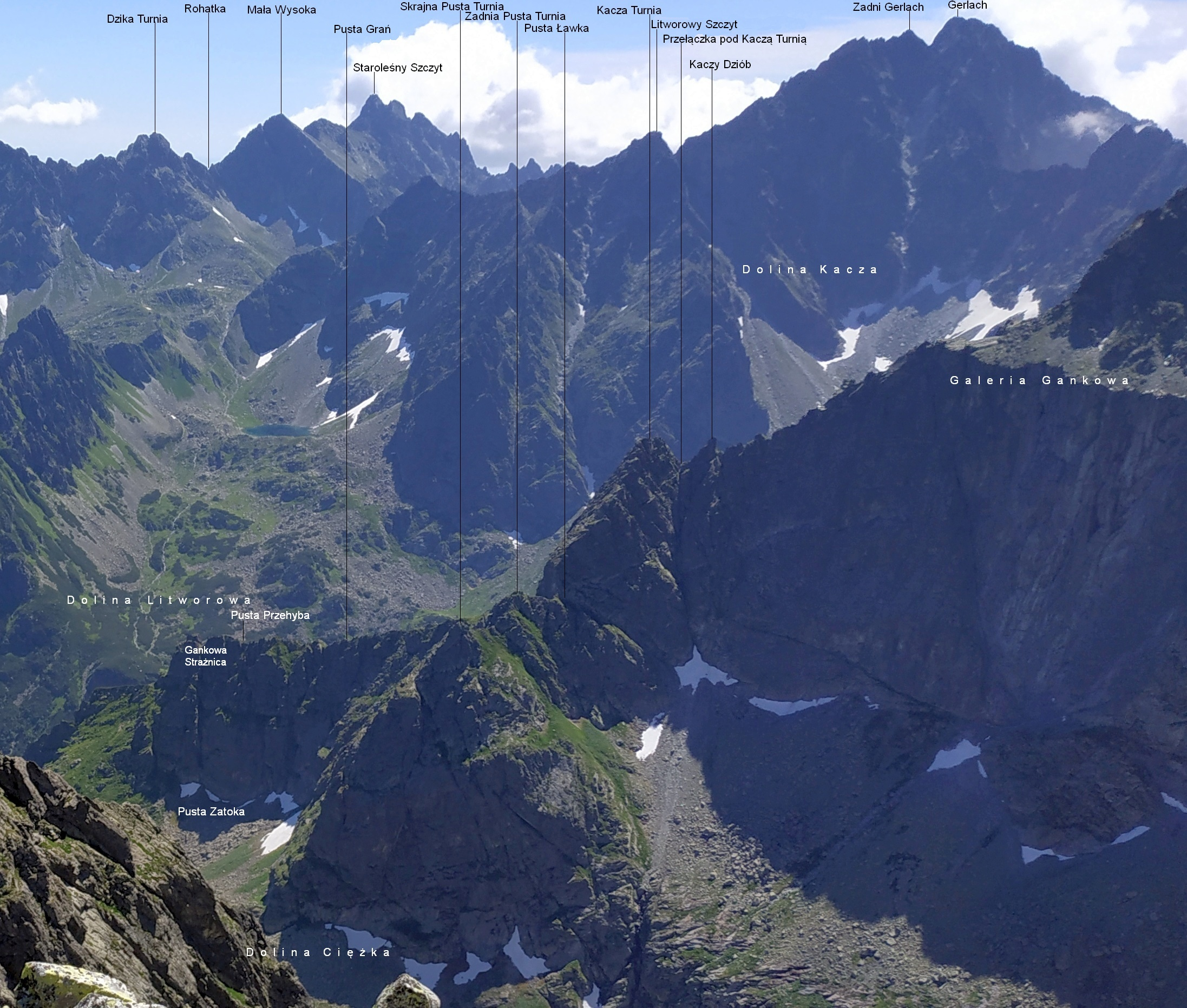